# Comté de Carlton
Le Comté de Carlton est situé dans l’État du Minnesota, aux États-Unis. Il comptait 36 207 habitants en 2020. Son siège est Carlton.